# Myrmecoptinus butteli
Myrmecoptinus butteli là một loài bọ cánh cứng trong họ Ptinidae. Loài này được Wasmann miêu tả khoa học năm 1916.